# RPerf

Le rPerf est une unité de mesure de puissance de serveur informatique propre à IBM, destinée à estimer les performances d'un système POWER AIX d'un point de vue commercial, et à comparer les puissances relatives de ces systèmes dans un environnement transactionnel.
Contrairement au TpmC, il n'existe pas de publication officielle soumise à une organisation indépendante, ni de publication pour des modèles d'autres constructeurs. L'unité dérive d'un modèle analytique, à la fois du TPC et du SPEC basé sur un modèle bien défini : le pSeries 640 monoprocesseur équipé d'un CPU Power3-II à 375 MHz, possédant un cache primaire de 32/64 Ko et un cache secondaire de 4 Mo. Par définition le rperf de ce système a été déclaré égal à 1 rPerf.
Le rPerf est utilisé pour passer outre certaines contraintes de publication officielle des TPC-C.
Il n'y a pas de correspondance officielle, car les tests ne sont pas totalement identiques. La mesure de rPerf a remplacé le ROLTP (Relative On Line Transaction Performance).
Une mesure rPerf ne tient pas compte des entrées/sorties disques ni du réseau. Toutefois, le constat est que ces étalonnages représentent la puissance d'un système utilisé en transactionnel, et l'usage est de considérer qu'un rPerf vaut environ 8 900 tpmC.

## Valeurs de rPerf pour quelques modèles[4]
| Modèle | type CPU              | rPerf  |
| ------ | --------------------- | ------ |
| 520    | P6 1 Core 4.2 Ghz     | 8.39   |
| 520    | P6+ 4 Core 4.7 Ghz    | 39.73  |
| 550    | P6 2 Core 3.5 Ghz     | 15.85  |
| 550    | P6+ 8 Core 3.5 Ghz    | 78.60  |
| 570    | P6 16 Core 4.2 Ghz    | 122.7  |
| 770    | P7 16 Core 3.3 Ghz    | 173.1  |
| 770    | P7+ 64 Core 3.8 Ghz   | 729.3  |
| 780    | P7+ 128 Core 3.72 Ghz | 1380.2 |
| 795    | P7 256 Core 4.0 Ghz   | 2978.1 |
| E980   | P9 48 Core 3.9 Ghz    | 5080.7 |
| E1080  | P9 60 Core 4.0 Ghz    | 7998.6 |